# Ferdinand Stanislaus Pawlikowski
Ferdinand Stanislaus Pawlikowski (Vienna, 28 aprile 1877 – Graz, 31 luglio 1956) è stato un arcivescovo cattolico austriaco.

## Biografia

### I primi anni e l'esperienza come cappellano militare
Ferdinand Stanislaus Pawlikowski fu ordinato sacerdote il 5 luglio 1903, lasciando la scuola a Vienna per frequentare le lezioni teologiche da esterno al seminario di Trento su concessione del cardinale Katschthaler, arcivescovo di Salisburgo. Dopo brevi incarichi pastorali nell'arcidiocesi di Salisburgo, proseguì a proprie spese gli studi teologici a Roma e conseguì il dottorato nel febbraio 1907.
Nel 1908, sempre per interessamento del cardinale Katschthaler, fu cappellano militare a Innsbruck. Cappellano militare a Bolzano, passò poi al vicariato militare di Vienna, dove divenne incaricato della gestione dei registri. Durante la prima guerra mondiale sostenne l'operato dell'allora vicario castrense austriaco, il vescovo Bjelik, accompagnandolo nel corso dei suoi viaggi di ispezione. Dopo la fine della monarchia, si occupò della soppressione della vicaria castrense nel 1918/1919 e si occupò della gestione dei cappellani militari dopo il crollo della monarchia asburgica.
Secondo le disposizioni del Trattato di Saint-Germain-en-Laye, nel 1920 fu creato l'esercito federale austriaco e nell'agosto di quello stesso anno, ottenne la nomina a "prevosto dell'esercito" (dal 1924 "vicario militare"), successivamente insignito del titolo onorifico di prelato della casa pontificia, e poté riprendere la sua opera assieme ad altri 12 cappellani militari nel 1921. Nel 1926 fondò una congregazione mariana, che in seguito divenne l'"Associazione dei Soldati cattolici del Reich tedesco" (che nel 1935 giunse a contare circa 7000 membri iscritti); l'istituzione venne poi sciolta il 13 marzo 1938. Il presidente di questa organizzazione laica, il maggiore Franz Heckenast, fu arrestato dai nazisti nel 1938 e morì nel campo di concentramento di Buchenwald.

### Vescovo di Seckau
Il 25 febbraio 1927 venne nominato vescovo ausiliare della diocesi di Seckau e vescovo titolare di Dadima; appena due mesi dopo, il 26 aprile 1927, venne nominato vescovo di Seckau. Continuò nel contempo a ricoprire la carica di vicario castrense sino a quando l'Austria non venne occupata dalla Germania nazista nel 1938.
L'inizio della sua attività episcopale in Stiria fu oscurato dal fatto che l'allora arcivescovo di Salisburgo, Ignaz Rieder (che tradizionalmente aveva il diritto nomina sui vescovi di Seckau) era stato ignorato. Negli anni politicamente turbolenti tra le due guerre, Pawlikowski, che si sentiva profondamente impegnato nell'idea cristiano-sociale di stato e società, dovette fare i conti con i movimenti socialisti nella sua diocesi. Tuttavia, si impegnò con altrettanto vigore anche nella pastorale; compì una visita a Graz nel 1930 e si impegnò per la ricostruzione dell'ospedale locale e di un nuovo seminario. Convocò un sinodo diocesano nel 1936.
Si oppose al nazionalsocialismo e fu quindi per breve tempo arrestato dal regime nazionalsocialista il 13 marzo 1938 (fu l'unico vescovo arrestato nell'intera area di lingua tedesca). Rilasciato subito dopo l'intervento della Santa Sede, dovette assistere impotente allo scioglimento di molti monasteri durante l'epoca nazista nonché all'arresto e all'esecuzione di alcuni suoi sacerdoti diocesani. D'altra parte, Pawlikowski, radicato nella tradizione antigiudaica, chiese la "soppressione dell'influenza perniciosa dell'ebraismo mondiale nell'economia e nella cultura". Ancora nel 1944 descriveva in una lettera pastorale la guerra come "grandi gesta" in un "tempo eroico".
Dopo la fine della seconda guerra mondiale, combatté assieme agli altri vescovi austriaci per riottenere i pieni diritti ecclesiastici che essi detenevano prima nel 1938. Non esitò a protestare vigorosamente contro le truppe occupanti, in particolare quelle sovietiche, cercando attivamente aiuto per i numerosi rifugiati e senzatetto. Nel 1950, fu tra i primi a invitare anche i protestanti a partecipare alla V giornata cattolica della Stiria. Nel maggio 1952 si fece promotore del Manifesto di Mariazell, un documento che proclamava anche in Austria "una Chiesa libera in una società libera" e chiedeva la non ingerenza della Chiesa cattolica nelle questioni politiche nazionali.

### Le dimissioni e la morte
Dal 1947 la sua salute iniziò a peggiorare, così nell'agosto del 1948 fu nominato suo vescovo ausiliare ed assistente personale il teologo morale Leo Pietsch di Graz, col titolo di vescovo titolare di Narona. Nel 1953 gli fu discretamente suggerito dal Vaticano (tramite l'allora nunzio apostolico a Vienna, Bruno Bernhard Heim) di chiedere le dimissioni. Lo fece, profondamente ferito e probabilmente contro la sua convinzione, e fu nominato arcivescovo titolare di Velebusdo in riconoscimento dei suoi servizi. In occasione della messa inaugurale del suo successore, Josef Schoiswohl, lasciò la corte vescovile di Graz nel 1954 e morì due anni dopo. Fu sepolto nella tomba di sua madre a Frauenberg vicino a Leibnitz, nella Stiria meridionale, vicino alla residenza estiva dei vescovi di Seckau, il castello di Seggauberg.

## Genealogia episcopale
La genealogia episcopale è:
- Cardinale Scipione Rebiba
- Cardinale Giulio Antonio Santori
- Cardinale Girolamo Bernerio, O.P.
- Arcivescovo Galeazzo Sanvitale
- Cardinale Ludovico Ludovisi
- Cardinale Luigi Caetani
- Cardinale Ulderico Carpegna
- Cardinale Paluzzo Paluzzi Altieri degli Albertoni
- Papa Benedetto XIII
- Papa Benedetto XIV
- Papa Clemente XIII
- Cardinale Bernardino Giraud
- Cardinale Alessandro Mattei
- Cardinale Pietro Francesco Galleffi
- Cardinale Giacomo Filippo Fransoni
- Cardinale Carlo Sacconi
- Cardinale Edward Henry Howard
- Cardinale Mariano Rampolla del Tindaro
- Cardinale Rafael Merry del Val
- Cardinale Raffaele Scapinelli di Leguigno
- Cardinale Friedrich Gustav Piffl, C.R.S.A.
- Arcivescovo Ferdinand Stanislaus Pawlikowski

## Onorificenze

### Cittadinanze onorarie
- Cittadino onorario di Graz